# Roderich Erwin von Kienitz
Roderich Erwin von Kienitz (* 5. November 1906 in Duisburg; † 22. September 1948) war ein deutscher römisch-katholischer Theologe, Honorarprofessor für deutsches Staatskirchenrecht und kirchliche Verwaltungspraxis und Domkapitular.

## Leben
Geboren als Sohn von Walter von Kienitz und Anna Sophie von Kienitz (geb. Hennenbusch), konvertierte er 1924 von der evangelischen zur römisch-katholischen Konfession. Er studierte Rechtswissenschaften in Freiburg und Paris, Katholische Theologie an der Ludwig-Maximilians-Universität. 1930 promovierte er in München zum Doktor der Theologie, sowie 1931 in Freiburg in den Rechtswissenschaften. Am 29. Juni 1931 wurde er in Freising von Kardinal Faulhaber zum Priester geweiht. 1933 folgte die Ernennung zum Domvikar. Er habilitierte sich für das Fach Kirchenrecht an der Theologischen Fakultät der Universität München.
Durch die nationalsozialistisch geprägten Behörden wurde ihm 1939 der Reisepass entzogen, im Jahr 1940 erhielt er Schreibverbot. Im Jahr 1943 wurde er als Domkapitular in das Metropolitankapitel München aufgenommen.
Von 1946 bis 1948 war er Honorarprofessor für deutsches Staatskirchenrecht und kirchliche Verwaltungspraxis an der Universität München. Quasi "nebenbei" wirkte von Kienitz als Kaplan in München-Solln und München-Harlaching.

## Werke
- Generalvikar und Offizial auf Grund des Codex Iuris Canonici, Freiburg i. Br. 1931 (Diss. theol.).
- Klageinhalt und Klageänderung im Zivilprozeßrecht des Codex Iuris Canonici, München 1932 (Diss. iur.).
- Der kirchliche Weiheprozeß, systematisch dargestellt und kritisch gewürdigt, Freiburg i. Br. 1934.
- Die Gestalt der Kirche. Eine Einführung in Geist und Form des kirchlichen Verfassungsrechts, Frankfurt am Main 1937 (Verboten durch die NS-Regierung).
- Die christliche Ehe. Eine Darstellung des Eherechts und der Ehemoral der katholischen Kirche für Seelsorger und Laien, Frankfurt am Main 1938 (Verboten durch die NS-Regierung).
- Brautexamen. Ein Leitfaden für die Seelsorgepraxis Freiburg 1940.
- Augustinus. Genius des Abendlandes, Wuppertal 1947.
- Aloys Goergen (Hrsg.), Erkenntnis im Licht. Ein Gedenkbuch (Predigtsammlung), München, Verlag der Katholischen Kirche Bayern 1949.